# Grigórios Varfis
Grigórios Varfis (Atenes, Grècia 1927) és un polític grec que fou ministre al seu país així com membre de la Comissió Delors I entre 1985 i 1989.

## Biografia
Va néixer el 2 de gener de 1927 a la ciutat d'Atenes. Va estudiar ciències polítiques a la Universitat d'Atenes.

## Activitat política
Membre del PASOK, l'any 1981 fou nomenat Ministre d'Afers Exteriors per part del Primer Ministre de Grècia Andreas Papandreu, càrrec que va mantenir fins al 1984.
En les eleccions europees de 1984 fou escollit eurodiputat al Parlament Europeu i va esdevenir membre de la Comissió de Pressupostos i de control pressupostari, escó que abandonà el gener de 1985 per esdevenir membre de la Comissió Delors I. En la formació d'aquesta Comissió fou nomenat Comissari Europeu de Relacions amb el Parlament, cartera que compaginà amb les de Política Regional i de Protecció al Consumidor. En acabar el seu mandat europeu l'any 1989 abandonà la política.